# Салахуддин (султан Селангора)
Салахуддин Абдул Азиз Шах ибни аль-Мархум Султан Хизамуддин Алам Шах (8 марта 1926, Куала-Лангат, Селангор, Британская Малайя — 21 ноября 2001, Куала-Лумпур, Малайзия) — малайзийский политический деятель, Янг ди-Пертуан Агонг (Верховный правитель) Малайзии (1999—2001). Фельдмаршал малайзийской армии, адмирал флота и маршал ВВС.

## Биография
Начальное образование он получил на родине. Затем учился в Лондонском университете.
Работал школьным инспектором.
С 1950 г. получил титул Раджи Муды (наследного принца).
В 1960 г. стал султаном центрального штата Селангор.
С 1994 по 1999 годы занимал пост Тимбалан Янг ди-Пертуан Агонга (Заместителя Верховного правителя) Малайзии.
В 1999—2001 гг. — Верховный правитель (Янг ди-Пертуан Агонг) Малайзии. 21 ноября 2001 года Салахуддин Абдул Азиз Шах ибни аль-Мархум Султан Хизамуддин Алам Шах скончался от осложнений ишемии сердца и острой гипертонии.